# SŽD-Baureihe ТЭП80
Als Baureihe ТЭП80 (deutsche Transkription: TEP80)  werden zwei Diesellokomotiven der Sowjetischen Eisenbahnen (SŽD) bezeichnet.
Die beiden Lokomotiven dieses Typs wurden von 1988 bis 1989 gebaut. Die zweite Lokomotive des Typs (ТЭП80-0002) stellte am 5. Oktober 1993 auf dem Abschnitt Schljus–Doroschicha der Bahnstrecke Sankt Petersburg–Moskau nördlich von Twer mit 271 km/h den Geschwindigkeitsweltrekord für Dieseltriebfahrzeuge auf. Die Rekordlokomotive befindet sich nun im Russischen Eisenbahnmuseum von Sankt Petersburg neben dem Baltischen Bahnhof.
Auf Grund des gesunkenen Bedarfs im Zusammenhang mit der Auflösung der Sowjetunion ging die Bauart nicht in die Serienproduktion.